# アルトナ (小惑星)
アルトナ (850 Altona) は、小惑星帯に位置する小惑星である。ロシアの天文学者セルゲイ・イワノヴィチ・ベリャフスキーがシメイズ天文台で発見した。
ドイツの天文学者ハインリッヒ・シューマッハが天文台を創立した街、ハンブルク＝アルトナにちなんで命名された。